# هيلين ستيفنز
هيلين ستيفنز (بالإنجليزية: Helen Stephens)‏ (و. 1918 – 1994 م) هي لاعبة كرة سلة، ولاعبة كرة قاعدة، وعداءة سريعة أمريكية، ولدت في فولتون، ميزوري، شاركت في الألعاب الأولمبية الصيفية 1936، توفيت في سانت لويس، ميزوري، عن عمر يناهز 76 عاماً.

## التعليم
تعلمت في جامعة ويليام وودز.

## جوائز
حصلت على جوائز منها:
- قاعة الشهرة الوطنية للمرأة (1993)[4]
- قاعة مشاهير سباقات المضمار والميدان الوطنية  [لغات أخرى]‏ (1975).[5]

## روابط خارجية
- هيلين ستيفنز على موقع الاتحاد الدولي لألعاب القوى (الإنجليزية)
- هيلين ستيفنز على موقع الاتحاد الأمريكي لسباقات المضمار والميدان، قاعة المشاهير (الإنجليزية)
- هيلين ستيفنز على موقع اللجنة الأولمبية الدولية (الإنجليزية)
- هيلين ستيفنز على موقع أوليمبيديا (الإنجليزية)